# Lomatogonium lijiangense
Lomatogonium lijiangense är en gentianaväxtart som beskrevs av T.N. Ho. Lomatogonium lijiangense ingår i släktet stjärngentianor, och familjen gentianaväxter. Inga underarter finns listade i Catalogue of Life.